# Tèchne
Tèchne, dal 2014 Nuova Tèchne, è una rivista letteraria che pone al centro della sua ricerca la sperimentazione verbo-visiva.
Fondata da Eugenio Miccini nel 1969 come laboratorio legato all'esperienza del Gruppo 70, ad essa sono collegati più di cinquanta quaderni e libri d’artista, come i due importanti volumi dedicati al teatro sperimentale, pubblicati a cura di Miccini stesso (Teatro, Tèchne, 1970).
Dal 1986 Tèchne è diretta e redatta da Paolo Albani e Lino Di Lallo per i tipi di Campanotto Editore di Udine. Eugenio Miccini è direttore responsabile fino alla sua scomparsa, nel 2007.
Nel 2014, sempre diretta da Paolo Albani, la rivista diventa Nuova Tèchne e esce presso l'editore Quodlibet di Macerata, con redattori Michele Farina, sostituito dal 2023 da Giacomo Micheletti, e poi da Stella Poli e Jacopo Narros. Tra gli autori presenti nelle varie antologie si ricordano Umberto Eco, Cesare Zavattini, Giorgio Manganelli, Italo Calvino, Enrico Baj, Arrigo Lora Totino, Luigi Malerba, John Cage, Dino Buzzati, Ennio Flaiano, Ermanno Cavazzoni.